# Рождественский сквер
Рождественский сквер — сквер в Санкт-Петербурге, на пересечении 6-й Рождественской (6-й Советской) улицы и Красноборского переулка, место, где располагалась разобранная в 1934 году Церковь Рождества Христова на Песках, давшая название скверу, улице и части Санкт-Петербурга.
В 2010-е годы началась дискуссия о воссоздании церкви. Проект согласован с КГИОП и утвержден всеми инстанциями.
В 2012 году сквер был огорожен синим забором. Начались археологические раскопки фундамента храма. В 2017—2020 годах храм был восстановлен.
- Вид с воздуха на яндекс-панорамах (с запада)
- Вид с воздуха на яндекс-панорамах (с юга)
- с Красноборского переулка с юга
- c 6-й Советской с востока
- с Красноборского переулка с севера

- старая фотография (с церковью) на викимапии